# 天下出版
天下出版有限公司，簡稱天下出版，是香港的一所出版社，於1989年成立，創辦人為馬榮成，主要出版漫畫。1989年7月1日，《天下畫集》創刊。
近年日本漫畫業務收縮，出版漫畫經常中途停刊，不少漫畫版權轉到台灣出版社接手。

## 外部連結
- 天下出版 （页面存档备份，存于）
- COMICSWORLD
- 天下日本漫畫的Facebook專頁
- 月刊《ComicFANS》的Facebook專頁